# Лютеж (археологический памятник)
Лютеж (Лютежское селище) — археологический памятник, специализированный железодобывающий и железообрабатывающий центр I века до нашей эры — I века нашей эры. Относится к зарубинецкой археологической культуре. Находится вблизи села Лютеж Вышгородского района Киевской области Украины. После строительства Киевской ГЭС и создания Киевского водохранилища оказался затоплен водой.

## Расположение
Находится у села Лютеж Киевской области в затоне правого берега Днепра на песчаной возвышенности лесо-болотистой поймы Днепра неподалёку от устья реки Ирпень.
Площадь селища составляет более 1,5 гектар. В нём содержались отложения железной руды, что в совокупности с наличием легкодоступной воды и леса
создавало благоприятные условия для добычи сыродутного железа.

## История изучения
Раскопки селища проводились в 1962—1964 годах экспедицией Института археологии АН УССР под руководством В. И. Бидзили.
В ходе раскопок были обнаружены 4 наземные жилища прямоугольной формы площадью 12-16 кв. м. столбовой и срубной конструкции, хозяйственные ямы, остатки 15 железоплавильных горнов двух конструкционных видов, открыто 411 ям, большая часть которых предназначалась для выжига древесного угля, много железного шлака, единичные находки изделий из железа, кузнечных инструментов, множество фрагментов глиняной посуды, немногочисленные украшения, бронзовый наконечник стрелы.
Исследователи Е. В. Максимов и Е. А. Петровская пишут, что нет никаких сомнений в том, что селище в Лютеже функционировало как железоделательный центр также и в подгорцевское время (период Милоградско-подгорцевской культуры VII-I веков до нашей эры). В качестве указания на это учёные приводят многочисленные находки типичных подгорцевских сосудов, собранные с площади около 2000 кв. м. и встреченные также в 21 яме из общего количества 154 ям, содержавших в своем заполнении керамику. Также в качестве подгорцевского было определено одно из четырех лютежских жилищ, представлявшее собой полуземлянку прямоугольной формы размерами 2,5 × 4,0 м. Кроме того, юго-восточный угол жилища был перерезан ямой зарубинецкого времени.